# تلفزيون قطر
تلفزيون قَطَر هو التلفزيون الحكومي الرسمي لدولة قطر، يبث من عاصمتها الدوحة.

## عن القناة
كانت بداية تلفزيون قطر في عام 1970 عندما تشكل تلفزيون قطر الحكومي وكان البث بالأبيض والأسود
وفي عام 1974 بدأ بثه بالإرسال الملون
عام 1982 انطلق بث القناة الثانية 37 باللغة الإنجليزية، وعرض من خلالها المسلسلات والأفلام الأمريكية والهندية، وكذلك البرامج الوثائقية والفكاهية. كما أنها كانت تنقل المباريات الرياضية والمناسبات الهامة على الهواء.. يذكر أن القناة قد تم إيقاف بثها في 27/7/2014
وفي عام 1981 افتتح في تلفزيون قطر استديو للاعمال التلفزيونية وهو استديو 4، الذي تم اغلاقة بعد 20 سنة من افتتاحه وأصبح جزءاً من مبنى بي إن سبورت (الجزيرة الرياضية سابقاً).
وفي عام 1998 بدأ البث الفضائي للقناة الأولى عبر الاقمار الصناعية، ومن تلك الاقمار عرب سات، ونايل سات، وهوت بيرد

## التطوير الأول
في عام 2001 تغير شكل التلفزيون من حيث الشعار ونمط البرامج والفواصل والاعلانات وغيرها، ليواكب البث الفضائي الذي انتقل إليه، والتطور الحاصل أنذاك.
أصبح تلفزيون قطر يقوم بإنتاج الأعمال الدرامية التاريخية سنوياً في رمضان، منذ ذلك الوقت وحتى عام 2012 مع مسلسل عمر...
في منتصف عام 2011 تم الإعلان عن إنشاء استوديو جديد للبرامج بالقرب من مبنى التلفزيون، وكان أول برنامج يبث منه قبل افتتاحه رسمياً هو برنامج المسابقات الليوان عام 2011 في شهر رمضان المبارك، وبعدها تم إيقاف العمل فيه لحين تجهيزه بالكامل وافتتاحه رسمياً، وقد تم تسليمه لـ لجنة دعم وتطوير العمل التلفزيوني.

## التطوير الثاني
في منتتصف عام 2011 ، تم الإعلان عن تطوير جديد شامل لتلفزيون قطر تحت رعاية لجنة دعم وتطوير العمل التلفزيوني التي يترأسها السيد/ طلال العطية.
وعلى هذا، فقد تم إنشاء مبنىٍ جديد لتلفزيون قطر -ملاصق لاستوديو البرامج الذي تم بناءه أنذاك- ، وقد تم تزويده بأحدث أجهزة البث العالمية، والذي يعتبر تلفزيون قطر من أوائل القنوات العربية التي تضمن تلك الأجهزة والمعدات الحديثة بالكامل، كما تم بناء استوديو آخر بداخل المبنى الجديد، وهو مخصص لبث نشرات الأخبار.

## الانطلاقة الجديدة
في يوم الأحد 16/12/2012 الساعة 15:30 بتوقيت الدوحة، تم توقف بث تلفزيون قطر من المبنى القديم، بعد نشرة الأخبار...
وفي -نفس اليوم- الأحد 16/ديسمبر/2012 في تمام الساعة 19:30 بتوقيت الدوحة انطلاق تلفزيون قطر بشكلٍ ومضمون جديد وبحلة جديدة...
وفيه، تغير شعار القناة، الذي يعتبر ثالث تغيير -من بعد شعار الصقر، والدانة- ...
كما ظهرت وجوه جديدة شابة على الشاشة من مذيعي برامج وأخبار..
وتم بث القناة بنظام FULL HD 1080i ، وتعتبر أول قناه خليجية وعربية التي تبث بهذا النظام من غير تشفير.

## شعارات تلفزيون قطر
لتلفزيون قطر 3 شعارات حتى الآن
الشعار الأول: الصقر
وهو من تصميم مهندس الديكور في تلفزيون قطر في ذلك الوقت، الفنان المصري (فؤاد محمد احمد الشبيني)، الذي صمم شعار دولة قطر
استخدم الشعار في بدايات افتتاح تلفزيون قطر وحتى نهاية عام 2000م
يتميز الشعار بعدة أمور مركبة، وهي:
- الصقر: وهو الجزء الأبرز فيه، حيث أنه يعبر عن الأصالة العربية.
- برج الإرسال الأرضي: ويقع في الجزء الأوسط من الشعار، وهذا البرج يستخدم في البث الأرضي، ومازال البرج موجوداً لمن يمر بالقرب من مبنى التلفزيون.
- البكرات: ويقع في الجزء السفلي من الشعار، وهذه البكرات كانت تستخدم قديماً في التلفزيونات قبل الاعتماد على الأشرطة الرقمية في بث مواد الفيديو.

الشعار الثاني: الدانة
وهو من تصميم الفنان التشكيلي القطري (محمد علي عبد الله)
استخدم الشعار منذ مطلع عام 2001 وحتى 16/12/2012، وكان ذلك مع التطوير الأول والشكل الجديد الذي ظهر عليه التلفزيون أنذاك، وقد مر عليه عدة تغييرات من حيث الحجم والإضاءة وتغيير موقعه من على الشاشة، ولكن كلها أمور طفيفة ربما الأغلب لم يلاحظها..
يتميز تصميم الشعار بدمج عناصر ببعضها بشكل متناسق إبداعي، هي:
- الهيكل الرئيسي للشعار: هو الشكل الدائري المقوّس، المستوحى من الزخارف التراثية المستخدمة في تزيين الأبواب والنوافذ.
- الدانة: وهي الموجودة في وسط الشعار، والدانة هي أكبر أنواع اللآلئ وأغلاها ثمناً، وهو يرمز إلى مهنة الغوص التي كان يعمل بها الآباء والأجداد في قطر والخليج عامةً.
- المثلثات التسعة: وهي الموجودة بداخل الشكل الدائري المقوس، والمحيطة بالدانة، وهي ترمز إلى عدد المثلثات الموجودة في العلم القطري.
- حرف القاف: فعند أخذ الفراغ الموجود في وسط الشعار -ما بين الزخرفة الدائرية والدانة- مع أخذ مثلثين من المثلثات التسعة الموجودة في الأعلى، ينتج عن ذلك حرف (ق) وهو الحرف الأول من (قطر).

الشعار الثالث: قطر
استخدم الشعار في يوم الأحد 16/12/2012، مع الانطلاقة الجديدة لتلفزيون قطر، والذي تميز ببساطته الشديدة.

## مدير تلفزيون قطر
في يوم الأحد 12/05/2013، تم تعيين الشيخ عبدالعزيز بن ثاني بن خالد آل ثاني مديراً لتليفزيون قطر خلفاً للسيد محمد عبدالرحمن الكواري..
وكان الشيخ عبد العزيز قد تسلم مهام عمله مساعداً لمدير التليفزيون في شهر نوفمبر 2012، قبل ان يبدأ البث الجديد لتلفزيون قطر برعاية لجنة دعم وتطوير العمل التلفزيوني.

## مذيعو ومقدمو برامج تلفزيون قطر

### مذيعون ومقدمون لا زالوا يعملون في تلفزيون قطر
حسب الأبجدية:
- أسماء جابر
- إيمان الفايز
- جاسم عبدالعزيز
- حسن الساعي
- حسن المهندي
- حنان العمادي
- حنين النقدي
- خليفة الرميحي
- سعد بورشيد
- شذى الأدهمي
- شوق النقدي
- عبدالله البوعينين
- عبدالله العمادي
- عبدالرحمن الحرمي
- عبدالرحمن العمادي
- عبدالرحمن الشمري
- عبدالعزيز السيد
- سلمان يوسف
- نايف المسلماني
- مشاعل النعيمي
- عمر الجميلي
- عبدالوهاب المطوع
- علي الهاجري
- فاطمة البلوشي
- لولوة الجوهر
- ماجد الزيارة
- فاطمة هاشم القطري
- محمد الهاجري
- نادين البيطار
- نورا حسن

### مذيعون ومقدمون عملوا سابقاً في تلفزيون قطر
حسب الأبجدية:
- أحمد عبدالملك
- إسراء الزعبي
- أمل حسين: عملت في بداياتها كممثلة في الأعمال العراقية، وذلك قبل انتقالها إلى قطر وتقديم البرامج ومن ثم نشرات الأخبار.
- إلهام بدر: تعمل الآن في إذاعة قطر، وتشارك أحياناً في المناسبات الهامة على تلفزيون قطر
- أيمن جادة
- بريزة قوطالي: عملت كمذيعة نشرات الأخبار، ومقدمة برامج حوارية، وتعمل الآن محررة لنشرات الأخبار.
- تيسير عبدالله: عمل كمذيع ربط، والآن يعمل معد برامج في تلفزيون قطر.
- حسن الهيل
- حمدة صالح
- خالد جاسم
- داليا مراد
- ذهبية جابي
- رولا الغزاوي
- سحر حسين: عملت كمقدمة برامج للأطفال.
- شيماء الحمادي
- ضحى الحرباوي: عملت كمذيعة للأخبار الرياضية ومقدمة برامج منوعة، وتعمل الآن محررة لنشرات الأخبار الرياضية.
- طلعت موسى
- عائشة المحرقي
- عبدالله العلي
- عبدالله فرج
- عبدالعزيز العسيري
- عقيل الجناحي
- غيداء دياب
- فهد الهاجري
- فوزي الخميس
- فوزية الصالح
- كوثر مطر
- لانا آل عادي
- ليلى الأطرش
- محمد خير الدين
- محمد الكواري
- محمد اللنجاوي
- منال ميسي
- نانسي محجوب
- نشوى بابكر: عملت كمذيعة للأخبار الرياضية، وتعمل الآن محررة لنشرات الأخبار الرياضية.
- نشوة الرويني
- هدى حسين: عملت كمقدمة برامج للأطفال.
- وداد العـزاوي
- وداد الكواري: عملت كمذيعة ربط لفترة قصيرة.